# Anhaux
Anhaux település Franciaországban, Pyrénées-Atlantiques megyében. Lakosainak száma 383 fő (2022. január 1.). Anhaux Ascarat, Banca, Irouléguy, Lasse és Saint-Étienne-de-Baïgorry községekkel határos.

## Népesség
A település népességének változása:
| Lakosok száma | 293  | 370  | 400  | 403  | 387  | 380  | 380  | 376  | 377  | 383  |
|               | 2010 | 2013 | 2015 | 2016 | 2017 | 2018 | 2019 | 2020 | 2021 | 2022 |